# Фінський шпіц
 Фінський шпіц (англ. English Finnish Spitz) — порода мисливських собак, порода собак, які сотні років живуть на території Карелії і Фінляндії. Захоплений красою цих «темно-червоних» собак був французький дослідник Пьер де Мартин'яр в 1675 році. У 1892 році кінологічний клуб Фінляндії офіційно визнав цю породу. Зараз фінський шпіц — гордість і національна символіка країни. Використовуваних для полювання на птицю і звіра.

## Опис
Фінський шпіц або Карело-фінська лайка (російський варіант) — вірний, активний, життєрадісний, відданий і велелюбний пес. Добре відноситься до дітей, дуже пестливий до своїх хазяїв. Фінські шпіци мають сильний мисливський інстинкт з народження. Любить гратися з вами, гарний компаньйон для усієї родини, люблять бути в центрі уваги. Інколи може бути впертим, але це можна виправити правильному навчанню і дисципліни. Це мисливські собаки, що повинні жити поряд з лісом, неблизько від міста.

## Зовнішній вигляд
Собака має міцну статуру, зріст нижче середнього, квадратна форма. У Фінського шпіца широкий череп, злегка опуклий. Морда вузька з потужними щелепами, спинка носа пряма, мочка — чорного кольору; у окремих випадках може бути коричневого. Губи тонкі, щільно прилягають до міцної щелепи. Вуха середнього розміру, стоячі, високо поставлені, загострені. Очі шпіца невеликі, мигдалеподібної форми, колір — коричневий. Шия середньої довжини добре розвинута мускулатура, міцна і мускулиста. Шпіц не схильний до повноти. Кінцівки міцні, прямі і паралельні. Шерсть руда усіх відтінків, на спині найяскравіша. Біла відмітина може бути на грудях, також можуть бути білі плями на лапах і ногах.

## Здоров'я
Фінські шпіци схильні до швидкого набору ваги. Кількість порцій повинна залежати від енергетичних затрат тварини. Ці собаки дуже люблять їсти, ця звичка швидко призведе до ожиріння, і як наслідок до серцево-судинних захворювань. Не забувайте вчасно прищеплювати свою собаку, адже вони легко можуть підхопити у лісі якусь інфекцію.

## Харчування
Цих собак потрібно годувати сирим, нежирним м'ясом, має бути порізане шматочками, у вигляді фаршу. Ніякому разі не можна давати свинину. Також неодмінно собакам потрібні субпродукти. Дуже корисні кисломолочні продукти. Найкорисніші крупи для собаки — гречка, рис і вівсянка. Корисний варений гарбуз, який має глистогінну дію, а собакам-мисливцям це дуже важливо.
Дорослого спса потрібно годувати 1-2 рази на день.

## Характер та темперамент
Карело-фінські лайки живі, веселі собаки досить із серйозним характером. Ці собаки будуть добрими і ласкавими тоді, коли хазяїн буде відноситися так само й до них. Їх не можна ображати і грубо з ними поводитись.
Вони можуть назавжди втратити до вас довіру, в гіршому випадку стати — боязкими. Також знаходять спільну мову з іншими собаками, можуть з ними гратися і пустувати.

## Дресирування, тренування
Дуже розумний, кмітливий собака, проте може бути дуже впертим. Щоб цей собака вас завжди слухався, пригощайте їх ласощами. Якщо ви придбали Фінського шпіца для мисливства, то рано виводьте його в ліс, щоби він не злякався звуки природи. Якщо братимете песеня на полювання з досвідченими псами, він стрімко освоїться.